# Robert Pikler
Robert Pikler (* 24. Januar 1909 in Fureszfalu; † 17. Januar 1984 in Magill, South Australia) war ein australischer Geiger, Bratschist, Dirigent und Musikpädagoge ungarischer Herkunft.

## Leben
Der Sohn des sozialdemokratischen Parlamentsabgeordneten Emil Pikler studierte Geige, Bratsche und Dirigieren an der Franz-Liszt-Musikakademie bei Eugene Ormandy und Jenő Hubay und setzte seine Ausbildung bei Jacques Thibaud in Paris fort. Er gründete 1927 ein Kammerorchester, mit dem er durch Mitteleuropa und ab 1934 durch Asien tourte. Zwei Jahre arbeitete er in Indien, danach gab er in Fernost Konzerte mit Szymon Goldberg und Lili Kraus. Er leitete das Netherlands East Indies Radio Orchestra in Batavia, als er 1942 von den Japanern interniert wurde.
1946 kam er aus der Gefangenschaft nach Sydney, wo er innerhalb weniger Monate gemeinsam mit Richard Goldner die Musica Viva Chamber Players gründete, mit denen er bis zur Auflösung des Orchesters 1951 mehrere hundert Konzerte gab. 1952 holte ihn Eugène Goossens als Ersten Bratschisten zum Sydney Symphony Orchestra, dem er bis 1965 angehörte. In diesem Jahr wurde er künstlerischer Leiter und Bratschist des Sydney String Quartet am New South Wales State Conservatorium of Music.
Augenprobleme zwangen ihn  1969, das Streichquartett zu verlassen, und er gründete das Robert Pikler Chamber Orchestra, mit dem er durch Australien und 1970 durch Südostasien tourte. Im Folgejahr zog er sich von öffentlichen Auftritten zurück. Bis 1978 unterrichtete er am Konservatorium von Sydney, wo er das Sydney Conservatorium Chamber Orchestra gründete. Pikler wurde auch als begabter Schachspieler bekannt, der Preise in Indien und Australien gewann.